# 2013年澳洲聯邦大選
2013年澳大利亚联邦大选，即第44届澳大利亚国会选举，于2013年9月7日举行。之前执政的中间偏左澳大利亚工党在总理陸克文的带领下，接受由托尼·艾伯特领导的中间偏右自由党和国家党联盟的挑战。
澳大利亚采用的是强制投票的方式。在众议院席位的计票中，采用单一选区完全偏好的选择投票制；选民在投票时，根据自己的偏好程度，将候选人的以“1,2,3”等顺序依次排列并标示于选票上，并在计票中每轮淘汰得到“1”选项最少的候选人，将其票转给得“2”候选人，如此类推，直到有候选人获得过半数当选。在参议院席位的计票中，采用比例代表制；每个选区按照各政党候选人名单获得票数的比例，在参加选举的各党中分配议席。
选举结果显示，阿博特领导的联盟党以压倒性优势击败工党。联盟赢得国会下院150席中的90席，取得绝对多数。因此在9月18日，联盟党领袖阿博特正式获总督任命为新总理，联盟成为执政党。工党同时结束六年执政期，成为联邦反对党。选举日当晚工党领袖陆克文发表演讲接受败选，同时辞去工党领袖职务。

## 选举结果

### 众议院

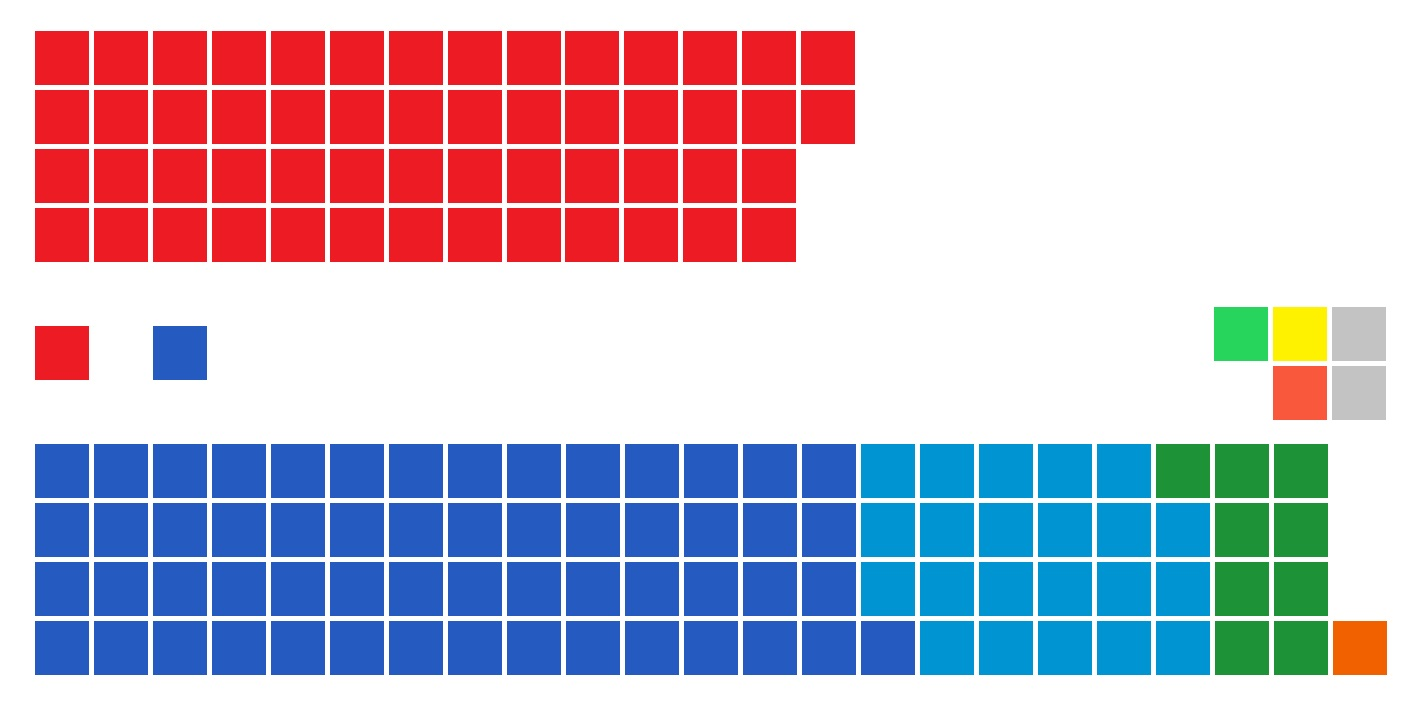
执政党 (90)
自由党 (58)
昆州自国党 (22)
国家党 (9)
北领地乡自党 (1)
反对党 (55)
工党 (55)
中立议席 (5)
独立议员 (2)
绿党 (1)
帕尔默 (1)
凯特 (1)

| 党派           | 党派                | 党派               | 票数       | %     | 变化  | 席位 | 变化 |
| -------------- | ------------------- | ------------------ | ---------- | ----- | ----- | ---- | ---- |
|                | 澳大利亚工党        | 澳大利亚工党       | 4,311,365  | 33.38 | −4.61 | 55   | −17  |
|                | 联盟                |                    |            |       |       |      |      |
|                | 澳大利亚自由党      | 4,134,865          | 32.02      | +1.56 | 58    | +14  |      |
|                | 自由国家党 (昆州)   | 1,152,217          | 8.92       | −0.20 | 22    | +1   |      |
|                | 澳大利亚国家党      | 554,268            | 4.29       | +0.56 | 9     | +2   |      |
|                | 乡村自由党 (北领地) | 41,468             | 0.32       | +0.01 | 1     | 0    |      |
|                | 澳大利亚绿党        | 澳大利亚绿党       | 1,116,918  | 8.65  | −3.11 | 1    | 0    |
|                | 帕爾默聯合黨        | 帕爾默聯合黨       | 709,035    | 5.49  | +5.49 | 1    | +1   |
|                | 凱特澳大利亞黨      | 凱特澳大利亞黨     | 134,226    | 1.04  | +0.73 | 1    | +1   |
|                | 独立议员（无党派）  | 独立议员（无党派） | 177,217    | 1.37  | −0.84 | 2    | −2   |
|                | 其他                | 其他               | 583,348    | 4.52  | +0.41 | 0    | 0    |
|                | 合计                | 合计               | 12,914,927 |       |       | 150  |      |
| 两党择一得票率 |                     |                    |            |       |       |      |      |
|                | 自由党-国家党联盟   | 自由党-国家党联盟  | 6,908,710  | 53.49 | +3.61 | 90   | +18  |
|                | 澳大利亚工党        | 澳大利亚工党       | 6,006,217  | 46.51 | −3.61 | 55   | −17  |

### 参议院
| 党派 | 党派              | 票数       | %     | 变化  | 赢得席位 | 席位总数 | 变化 |
| ---- | ----------------- | ---------- | ----- | ----- | -------- | -------- | ---- |
|      | 自由党-国家党联盟 | 5,057,218  | 37.70 | –0.59 | 17       | 33       | –1   |
|      | 澳大利亚工党      | 4,038,591  | 30.11 | –5.02 | 12       | 25       | –6   |
|      | 澳大利亚绿党      | 1,159,588  | 8.65  | –4.46 | 4        | 10       | +1   |
|      | 帕爾默聯合黨      | 658,976    | 4.91  | +4.91 | 2        | 2        | +2   |
|      | 自由民主党        | 523,831    | 3.91  | +2.10 | 1        | 1        | +1   |
|      | 色诺芬派          | 258,376    | 1.93  | +1.93 | 1        | 1        | 0    |
|      | 家庭第一党        | 149,306    | 1.11  | –0.99 | 1        | 1        | +1   |
|      | 民主工黨          | 112,549    | 0.84  | –0.22 | 0        | 1        | 0    |
|      | 澳洲車愛好者黨    | 67,560     | 0.50  | +0.50 | 1        | 1        | +1   |
|      | 澳洲体育党        | 2,997      | 0.02  | +0.02 | 1        | 1        | +1   |
|      | 其他              | 1,384,027  | 10.32 | +1.82 | 0        | 0        | 0    |
|      | 合计              | 13,413,019 |       |       | 40       | 76       |      |

#### 注解
参议院共有76席，其中40席轮到本次选举换届：每个州6席，澳大利亚首都领地和北领地各2席。代表两个领地的参议员的任期从选举日开始，其他参议员任期从2014年7月1日开始。当选的联盟政府将需要至少六位非联盟党派的参议员支持才能赢得投票。

### 结果评论及後續
此次选举工党的两党得票率是2004年以来最差的，而33%的第一选择得票率则是一百年来最低的。面对败绩，工党领袖陆克文辞去党魁职位并确认以后不会再角逐党魁职位。
虽然工党败选，但相较于选前的诸多的惨淡民调来看，工党的表现要远好于预期，党内数位重要人物如总理陆克文、财长克里斯·鲍恩，以及所有竞选连任的内阁部长都守住了席位。而且根据事后公布的工党内部民调，陆克文的临危受命为工党拯救了至少15个国会席位：根据吉拉德在位时的民调，这些选区都会倒向联盟，但陆克文出山后这些选区的选局立即改善，最终工党保住这些席位，使得工党能够保存实力，他日再战。
選舉結果公佈后，由於西澳參議院結果過於接近，澳大利亞選舉委員會進行了第二次計票，並在此過程中發現有1375張選票失蹤，此數字遠遠大於計票過程中數個淘汰節點上各候選人的得票差。2014年2月18日，澳大利亞的最高法院——聯邦高等法院作爲選舉爭議法庭在進行聆訊后批准選舉委員會申請，宣佈西澳的參議院選舉無效，必須進行重新投票。此特別選舉已於2014年4月5日舉行。特別選舉結果與大選結果相比，原宣佈當選一席的體育黨落敗，原宣佈落選的帕爾默黨贏得一席，其他各黨當選席數未變。
此次选举参议院候选人數创下历史纪录，其中许多参选参议院的小微党派都是新近成立的党派，部分甚至党员、领导都有重叠，没有完整的意识形态却都有响亮的或对某一特殊群体具有吸引力的名称
。这些小微党派依靠复杂拨票交易互相拨票，将各自收到的少量选票汇总以求其中一两个党的候选人可以胜出。最后，虽然车爱好者党得票只有维多利亚州选票的0.5%、澳洲体育党尽管只获得西澳州选票的0.22%，却但通过小微政党的互相拨票各获得参议院的一个席位（后在西澳特別選舉中落敗），创下得票率最低的当选参议员记录。此情况引起争议，两大党和其他部分党派都提议修改选举制度以防此类情况再次发生。
此次参议院选举产生了第一位女性原住民议员。维基解密创始人朱利安·阿桑奇未能获选参议员，其维基解密党在维多利亚州只获得0.62%的选票。

## 重要日期
- 总督接受陆克文建议，解散国会并举行大选  – 2013年8月4日
- 第43届国会休会 – 2013年8月5日下午5:29[15]
- 国会众议院解散 – 2013年8月5日下午5:30
- 选举令发出 – 2013年8月5日[16]
- 选民登记结束 – 2013年8月12日下午8:00
- 候选人提名结束 – 2013年8月15日中午12:00
- 候选人提名公布 – 2013年8月16日中午12:00
- 选举日 – 2013年9月7日（星期六）
- 选举令最后回命期限 – 2013日11月13日
- 第44届国会第一次开会期限 – 2013年12月13日

## 背景
在2007年大选中，澳大利亚工党取得历史性胜利，顺利击败时任总理约翰·霍华德领导的执政长达11年9個月的自由党—国家党联盟，时任工党领袖陆克文成为新一任联邦总理，而当时的工党副领袖吉拉德也成为澳大利亚第一位女副总理。
在其后三年间，陆克文曾被认为是最受欢迎的总理，并使澳大利亚成为少数在金融危机中可以避免衰退的发达国家，他亦于2008年代表澳大利亚政府向過去因“白澳政策”受到迫害的原住民道歉。与此同时，自由党頻換領袖，2009年，前衛生部长托尼·阿博特与時任自由党党魁麦肯·腾博在氣候變化議題上发生分歧，随即阿博特击败腾博成为新任反对党领袖。
但在2010年6月的大选前夕，由于征收资源税的问题，陆克文的支持率下滑，随即在6月24日，副总理吉拉德公开在党内发起挑战，陆克文在得知失去党团議員多數支持後，被迫退出黨魁選舉及辭任总理，吉拉德成為首位女總理，带领工党参加大选。不料工党撤换陆克文的举动引起选民反感，很多人认为陆克文作为民选总理不应被黨内勢力隨便逼走，于是在随后举行的新届大选中，工党与自由党联盟在众议院都未能获得多数议席，形成了“悬峙国会”，随后在拉拢了绿党及三名独立议员后，吉拉德才勉强获得多数议席带领工党组阁，組建七十年來首個少數政府。在组阁过程中，為安撫支持陸克文的黨內派系，吉拉德最终敲定由前总理陆克文出任外交部长。但在此后，工党領導權矛盾再次激烈化，陆克文也被一直传言有意夺回总理一職。终于在2012年2月22日，陆克文宣布辞去外交部长之职，并向吉拉德发难，但在党团选举中未能成功，吉拉德留任总理。此后因为推行碳税等原因，工党的民调一直大幅落後。
2013年1月，吉拉德正式宣布大选将在9月14日举行，这打破了一般在临近大选总理才会宣布大选日期的惯例，此举被认为是防止陆克文在选前再度在党内对吉拉德发起挑战。但在公布大选日后，吉拉德和工党支持率不升反降，而且因为政府部长辞职，议员丑闻，财政能力受质疑等因素，吉拉德和工党民调持续低迷。3月，一场针对吉拉德的领导权表决由于陆克文的不参与而流产，但吉拉德的权威并不因为数次领导权之争的胜利而巩固，相反各项失误令工黨支持度持續下滑。6月26日，在党内持续斗争下，吉拉德被迫召开特别党团会议，陆克文也宣布再次挑战领导权，最终，陆克文以57比45票的优势重新成为工党领袖及总理，不久后陸克文宣布將于9月7日舉行大選。

### 两党支持率

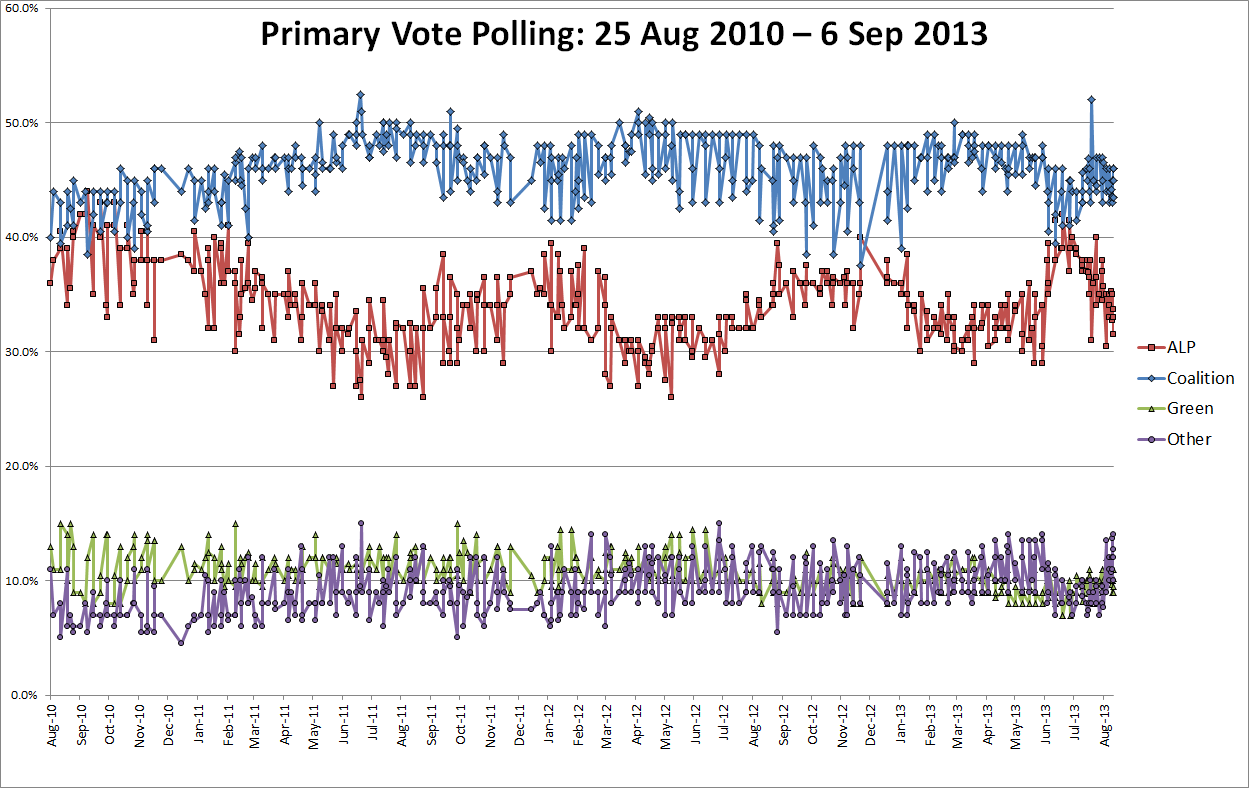
各党支持率（红色为工党，蓝色为自由党-国家党联盟)

从民调中可以看出，在吉拉德连任后，工党的支持率除了有时与联盟打平以外，支持率一直落后，在2013年更是差距拉大。2013年6月工党换帅，陆克文再度出任党魁，之后工党支持率（特别是在昆士兰州、西悉尼等地）马上回升，但之后虽有起落一直仍未能完全挽回劣势。由于竞选活动的深入，两党的民调差距再度拉大，而陆克文的最佳总理民调与被阿博特所超过，总体趋势来说工党始终落后于联盟二到四个百分点。

### 各党2013年竞选政策
- Australian Greens policies
- Australian Labor Party policies
- Katter's Australian Party policies
- Liberal Party of Australia policies（页面存档备份，存于）
- The Nationals policies（页面存档备份，存于）